# Анес Мартен-Люган
Анес Мартен-Люган (на френски: Agnès Martin-Lugand) е популярна френска писателка на произведения в жанра драма и любовен роман.

## Биография и творчество
Анес Мартен-Люган е родена през 1979 г. в Сен Мало, Франция. Дипломира се с магистърска степен по психология и в продължение на шест години работи като клиничен психолог в областта на закрила на детето. След раждането на първия си син остава вкъщи и започва да пише.
Първия си роман, „Щастливите хора четат и пият кафе“, първоначално публикува самостоятелно като електронна книга в „Амазон“. Книгата става бестселър в сайта и бързо е забелязана от издателите. Романът ѝ е публикуван през 2013 г. и е преведен в над 20 страни по света. През 2015 г. е издадено продължението му „Влюбените в книгите никога не спят сами“.
Вторият ѝ роман, „Entre mes main le bonheur se faufile“, е публикуван през юни 2014 г.
В своите романи писателката анализира с финес, хумор и нежност механизмите на човешката душа, разказвайки истории, които затрогват и вървят направо към сърцето.
Анес Мартен-Люган живее със семейството си в Руан.

## Произведения

### Самостоятелни романи
- Les gens heureux lisent et boivent du café (2013)
Щастливите хора четат и пият кафе, изд.: ИК „Ера“, София (2014), прев. Весела Шумакова
- Entre mes mains le bonheur se faufile (2014)
- La vie est facile, ne t'inquiète pas (2015)
Влюбените в книгите никога не спят сами, изд.: ИК „Ера“, София (2015), прев. Весела Шумакова
- Désolée je suis attendue (2016)
Съжалявам, чакат ме, изд.: ИК „Ера“, София (2016), прев. Весела Шумакова
- Merci la maîtresse (2016)
- J'ai toujours cette musique dans la tête (2017)
Все още чувам тази музика, изд.: ИК „Ера“, София (2017), прев. Весела Шумакова
- À la lumière du petit matin (2018)
В светлината на утрото, изд.: ИК „Ера“, София (2018), прев. Весела Шумакова
- Une évidence (2019)